# Avenida Vicente Guerrero
La Avenida Vicente Guerrero corre de norte a sur en la ciudad de Cuernavaca, Morelos. Tiene una longitud de 3,6 km y en ella están situadas grandes empresas multinacionales de la ciudad.

## Descripción
Es una avenida de cuatro carriles, que corre atraviesa la ciudad de norte a sur. Comienza con la calle Emiliano Zapata, en la colonia Xicapán, hasta la unión con la Avenida Plan de Ayala (Cuernavaca), en la colonia Lomas de la Selva.
Anteriormente esta importante avenida de Cuernavaca tenía el nombre de Gobernadores, y es también conocida con este nombre. Así mismo es una de las avenidas más importantes en la llamada  ciudad de la Eterna Primavera

## Sitios de interés

### Hotel Casino de la Selva

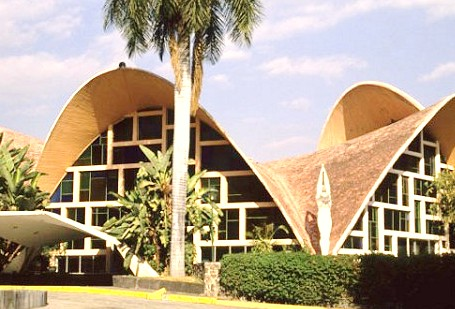
Casino de la Selva

El Hotel Casino de la Selva estaba ubicado en Cuernavaca, Morelos, México. Fue uno de los lugares favoritos de los capitalinos mexicanos para vacacionar. El lugar se creó en la década de 1930 para establecer un salón de juegos, y posteriormente un hotel. Hoy se ubican acá los centros comerciales Costco y Comercial Mexicana MEGA.
La demolición del hotel comenzó en julio de 2001, cuando la empresa americana Costco lo adquirió del Fobaproa para instalar un centro comercial con estacionamiento.

### Plaza Cuernavaca
Es un centro comercial ubicado en la colonia Lomas de la Selva, Cuernavaca; es el segundo centro comercial más visitado de la ciudad, solo después del centro comercial Galerías Cuernavaca. Dentro del inmueble se encuentran varias tiendas departamentales como Sanborns, Sears, Marti, CINEMEX, entre otras.